# Cachoeirinha (Rio Grande do Sul)
Cachoeirinha é um município brasileiro do Estado do Rio Grande do Sul. Com 44,018 km² de área, é uma das menores cidades da Região Metropolitana de Porto Alegre (RMPA), da qual faz parte. Apesar do pequeno tamanho territorial, possui 136.258 habitantes, ocupando, assim, a 9ª posição entre as cidades mais populosas da RMPA e a 16ª posição entre os municípios gaúchos. Faz divisa com a capital, Porto Alegre, e os municípios de Canoas, Esteio, Sapucaia do Sul, Gravataí e Alvorada.
Cachoeirinha é conhecida localmente por possuir um amplo distrito industrial, por ser a nova casa do Esporte Clube Cruzeiro, tradicional time gaúcho de futebol, e por abrigar a Estação Experimental do Arroz do Instituto Rio Grandense do Arroz (IRGA).

## História
Cachoeirinha foi emancipada de Gravataí em 15 de maio de 1966. O nome do município tem origem em uma pequena cachoeira existente no rio Gravataí, que secava em épocas de estiagem. A dragagem do leito do rio, feita para permitir melhores condições de navegação, fez com que a cachoeira desaparecesse, sendo lembrada nos dias atuais graças ao nome da cidade.
Uma das "celebridades" de Cachoeirinha por um tempo foi o mendigo Zé Louco, que possuía o bordão "é o Zé!", possuía também seus dois cachorros Saddam e Bush e um notável carisma. Zé Louco era esquizofrênico e dormia em frente ao posto Shell, atual posto Sim